# チョコブラ
『チョコブラ』は、テレビ朝日とABEMAで2022年7月26日に放送されたバラエティ番組である。

## 概要
この番組ではチョコレートプラネットがある施設をブラブラしながら、さまざまな特技を持つ女性たちと戯れるロケ番組。

## 出演者
- チョコレートプラネット（長田庄平・松尾駿）

## 放送リスト
| 回 | 放送日  |
| -- | ------- |
| 1  | 7月26日 |

## スタッフ
- ナレーション：寺川俊平（テレビ朝日アナウンサー）
- 構成：小野高義、梶本長之、渡部祐輝
- CAM：山脇吉記
- 音声：村本達也
- 美術：出口智浩
- デザイン：竹山陽菜
- 美術進行：田島えりか
- 編集：上本学
- MA：佐々木小都美
- 選曲効果：上島光央
- 編成：岡村地郎、馬渕真太朗
- 宣伝：尾木実愛
- デスク：原利加子
- 協力：テレビ朝日クリエイト、Swish Japan、MJ
- 制作協力：DragonEntertainment
- AD：小宮山諒、和泉田怜央
- AP：宮﨑浩子
- ディレクター：川口達也、中島義天、べんべん、小野恵太
- 演出：白岩大輔
- プロデューサー：名田圭佑、石田直央
- ゼネラルプロデューサー：寺田伸也
- 制作著作：テレビ朝日、ABEMA